# Алили, Мамед Али оглы
Мамед Али оглы Алили (азерб. Məmməd Əli oğlu Əlili; 7 ноября 1898 — 13 июня 1993) — азербайджанский советский актёр и режиссёр, Заслуженный деятель искусств Азербайджанской ССР (1959), отец Заслуженного артиста Азербайджана Горхмаза Алили.

## Биография
Родился 7 ноября 1898 года в Баку. В 1916 году снялся в первой версии фильма Аршин мал алан, а в 1929 году окончил Бакинский театральный техникум. Работал режиссёром в Чеченском государственном драматическом театре. Был вторым режиссёром в фильме «Аршин мал-алан» в 1966 году, там же он сыграл роль старого купца аршинника. В 1959 году он был удостоен почетного звания Заслуженного деятеля искусств Азербайджанской ССР.
Скончался 13 июня 1993 года. Похоронен в Второй Аллее почётного захоронения в Баку.

## Память
Известный советский кинорежиссёр Иосиф Хейфиц написал книгу «Фиолетовый гусь и другие забавные приключения», в которую были включены веселые и поучительные истории из жизни Мамеда Алили.

## Фильмография
- 1916 — Аршин мал алан
- 1958 — Мачеха.
- 1960 — Кёроглы.
- 1966 — Аршин Мал-Алан — Купец («аршинник»)
- 1969 — Кура неукротимая.
- 1981 — Аккорды долгой жизни.
- 1988 — Мужчина для молодой женщины.
- 1990 — День казни (азерб. Qətl günü)